# Spindasis kutu
Spindasis kutu е вид пеперуда от семейство Синевки (Lycaenidae). Видът не е застрашен от изчезване.

## Разпространение
Разпространен е в Бруней, Индонезия (Калимантан) и Малайзия (Западна Малайзия, Сабах и Саравак).